# 443 (szám)
A 443 (római számmal: CDXLIII) egy természetes szám, prímszám.

## A szám a matematikában
A tízes számrendszerbeli 443-as a kettes számrendszerben 110111011, a nyolcas számrendszerben 673, a tizenhatos számrendszerben 1BB alakban írható fel.
A 443 páratlan szám, prímszám. Normálalakban a 4,43 · 102 szorzattal írható fel.
A 443 négyzete 196 249, köbe 86 938 307, négyzetgyöke 21,04757, köbgyöke 7,62315, reciproka 0,0022573. A 443 egység sugarú kör kerülete 2783,45109 egység, területe 616 534,41667 területegység; a 443 egység sugarú gömb térfogata 364 166 328,8 térfogategység.
A 443 helyen az Euler-függvény helyettesítési értéke 442, a Möbius-függvényé −1.